# Википедија на холандском језику
Википедија на холандском језику (хол. Nederlandstalige Wikipedia) је верзија Википедије на холандском језику, слободне енциклопедије, која данас има 2.188.026 чланака и заузима на листи Википедија 4. место.